# Salmson 2
Salmson 2 – francuski samolot rozpoznawczy i bombowy, zbudowany na początku 1917 roku we francuskiej wytwórni lotniczej Société des Moteurs Salmson.

## Historia
Samolot Salmson 2 został zaprojektowany w drugiej połowie 1916 roku przez Emila Salmsona i zbudowany na początku 1917 roku w wytwórni lotniczej Société des Moteurs Salmson. Był to drugi samolot skonstruowany w tej wytwórni i zostały wykorzystane w nim doświadczenia zdobyte przy wcześniejszym samolocie Salmson 1 (SM-1) z 1916 roku.
Samolot Salmson 2 został zaprojektowany w dwóch wersjach: rozpoznawczej oznaczonej A2 i bombowej B2. Najpierw zbudowano wersję rozpoznawczą. Pierwszy lot próbny wykonano na nim w kwietniu 1917 roku z lotniska Villacaublay przy zakładach Louisa Brégueta. W locie samolot Salmson 2A2 prezentował się doskonale, miał dobre właściwości pilotażowe, stateczność i sterowność, jego osiągi nie ustępowały podobnym samolotom Bréguet XIV i SPAD S.XI.
Ogółem wyprodukowano 3200 samolotów Salmson 2A2 i 2B2, głównie w wersji rozpoznawczej.

## Użycie w lotnictwie
W lotnictwie francuskim w samoloty Salmson 2 wyposażono 22 eskadry i używano ich w lotach bojowych od wiosny 1918 roku. Potwierdziły one swoją przydatność w walkach. Ponadto samoloty Salmson 2A2 wyposażono 11 dywizjonów amerykańskiego korpusu ekspedycyjnego w Europie podczas I wojny światowej. Znalazły się one również na wyposażeniu lotnictwa belgijskiego.

## Użycie w lotnictwie polskim
Samoloty Salmson 2A2 zostały zakupione we Francji w 1919 roku przez Polską Misję Zakupów gen. Jana Romera. Samoloty te przybyły wraz z armią gen. Józefa Hallera w maju 1919 roku do Polski w liczbie 45 sztuk. Stanowiły one wyposażenie trzech francuskich eskadr: 580, 581 i 582. Personel tych eskadr stanowili w większości Francuzi, którzy stopniowo szkolili polską obsługę, co trwało do września 1919 roku; wtedy też samoloty te weszły w skład eskadr wywiadowczych: 1, 11 18. 
W składzie tych eskadr samoloty Salmson 2A2 brały udział w walkach w 1920 roku, w tym w wojnie polsko-bolszewickiej. 
Z wyposażenia lotnictwa zostały wycofane w 1923 roku.

## Opis konstrukcji

Silnik Salmson 9Z eksponowany w MLP w Krakowie

Samolot Salmson 2 był dwupłatem napędzanym silnikiem gwiazdowym skonstruowanym we własnej firmie. Silnik mieścił się z przodu kadłuba. Za nim znajdowały się dwie odkryte kabiny: pilota i obserwatora. Na końcu kadłuba zamontowano klasyczne usterzenie pionowe i poziome ze sterami kierunku i wysokości. Stery były wychylane za pomocą linek poprowadzonych wewnątrz kadłuba. Kadłub miał pokrycie płócienne, tylko za silnikiem kadłub pokryty był blachą duraluminiową. Płaty były usztywnione cięgłami z drutu i słupkami z rur o przekroju kroplowym. Lotki znajdowały się na obu płatach. Całość konstrukcji była dobrze opracowana pod względem aerodynamicznym. 
Wersja bombowa Salmson 2B2 była identyczna jak wersja rozpoznawcza 2A2, tylko zamiast aparatury fotograficznej zabierano w niej bomby o masie 160 kg mocowane na zewnętrznych zaczepach po obu stronach kadłuba.